# La fiesta de todos
La fiesta de todos es una película argentina documental-de comedia de 1979 dirigida por Sergio Renán, en torno a la Copa Mundial de Fútbol de 1978. Fue escrita por Renán, Hugo Sofovich y Mario Sabato, este último bajo el seudónimo de "Adrián Quiroga". Los sketches de comedia del filme son protagonizados por un numeroso grupo de reconocidos actores argentinos y figuras de la cultura. Fue estrenada el 24 de mayo de ese año. El film es una reconstrucción mayormente documental de la victoria argentina en la Copa Mundial realizada en ese país, intercalada con distintos episodios ficticios que suceden durante la misma época.
La película ha sido criticada como un intento de mostrar a un pueblo unido disfrutando de una "fiesta de todos", en momentos en que el país era gobernado por la violenta última  dictadura cívico-militar (1976-1983), la cual había impuesto un régimen de terrorismo de Estado a nivel nacional. Desde su estreno, La fiesta de todos es considerado por muchos críticos de cine como un film de propaganda y apoyo al régimen militar vigente por entonces, ya que este aborda el tema de la preparación y el desarrollo del Mundial de 1978 con una visión optimista y festiva, haciendo apología de un evento que la dictadura había desarrollado para funcionar como una cortina de humo que ocultara el genocidio que llevaba a cabo el estado.

## Sinopsis
El film es una reconstrucción mayormente documental de la victoria argentina en la Copa Mundial de Fútbol de 1978, realizada en ese país, intercalada con distintos episodios ficticios que suceden durante la misma época.

## Comentarios
Hugo Salas (para Página 12) opinó en 2006:

“Con ocasión del Mundial de Fútbol 1978, Renán dirige la Olimpia (salvando las distancias estéticas) de la dictadura argentina; una película que alterna fragmentos de los partidos con escenas argumentales donde "el Contra" (Calabró) recibe lo que se merece y adustos testimonios de personajes públicos como Félix Luna, que cierra la película explicándonos a todos por qué aquel Mundial fue una verdadera fiesta de todos.

En 2007, Sergio Renán respondió a esas críticas hechas al filme, contestando una pregunta del periodista Diego Jemio del siguiente modo;

"En torno a esa película, hay miradas profundamente parciales e injustas. Esa gente no tiene clara la alegría colectiva que se vivió en el Mundial 78 y que yo admito haber compartido. En cambio, nadie habla de Crecer de golpe, la película que hice sobre un texto de Conti, muerto por la dictadura."

## Reparto
- Juan Carlos Calabró
- Mario Sánchez
- Ricardo Espalter
- Luis Landriscina
- Julio de Grazia
- Nélida Lobato
- Félix Luna
- Marta Lynch
- Roberto Maidana
- César Luis Menotti
- José María Muñoz
- Luis Sandrini
- Malvina Pastorino
- Gogó Andreu
- Aldo Barbero
- Elsa Berenguer
- Amalia Bernabé
- Rudy Chernicoff
- Alfonso De Grazia
- Graciela Dufau
- Ulises Dumont
- Alberto Irízar
- Susú Pecoraro
- Elena Sedova
- Silvina Rada
- Néstor Ibarra
- Enrique Macaya Márquez
- Ricardo Darín
- Roberto Ayala
- Héctor Drazer
- Diego Bonadeo
- Gustavo Garzón
- Gustavo Carfagna
- Miguel Jordán
- Jorge de la Riestra
- Margarita Luro
- Jesús Pamplonas
- Atilio Regaló
- Tacholas
- Tempo
- Jorge Villalba
- Memé Vigo
- Marcos Woinski